# 行円法親王
行円法親王（ぎょうえんほっしんのう、生没年不詳）は、鎌倉時代から南北朝時代にかけての法親王。父は亀山天皇。母は平時仲の娘帥典侍。
京都の青蓮院に入り、良助法親王の門に入る。実兄の慈道法親王の後を受けて青蓮院門跡を継ぎ、十楽院に住した。
| スタブアイコン | サブスタブ | この項目は、まだ閲覧者の調べものの参照としては役立たない、人物に関連した書きかけの項目です。この項目を加筆・訂正などしてくださる協力者を求めています（P:人物伝/PJ:人物伝）。 |